# Benoxaprofen
Benoxaprofen ist eine chlorhaltige, heterocyclische Verbindung, die sich vom Oxazol und der Propionsäure ableitet. Als Arzneistoff zählt Benoxaprofen wie das ähnliche Ibuprofen zur Gruppe der Nicht-Steroidalen Antirheumatika bzw. Antiphlogistika. Der Arzneistoff wurde in den 1980er Jahren durch Eli Lilly entwickelt und als Analgetikum, Antipyretikum und Antiphlogistikum eingesetzt. Nachdem schwere Nebenwirkungen wie starke allergische Reaktionen (Photosensibilität) auf das Mittel und Leberschäden mit hunderten Toten in Großbritannien auftraten, wurde dem Arzneistoff die Zulassung wieder entzogen. Das frühere Präparat Oraflex® ist nicht mehr erhältlich.

## Darstellung und Eigenschaften
Die wachsartige weiße Substanz gehört zur Gruppe der Propionsäure-Derivate. Sie wird aus 4-Aminophenyl-α-methylacetonitril nach Nitrierung und Hydrierung durch Umsetzung mit Pyridin und abschließende Reaktion mit Chlorwasserstoff hergestellt. Benoxaprofen wurde in Arzneimitteln als Natriumsalz eingesetzt.